# Hlohovec
Hlohovec és una ciutat d'Eslovàquia. Es troba a la regió de Trnava, és capital del districte de Hlohovec.

## Història
La primera menció escrita de la vila es remunta al 1113.

## Demografia
| Godina             | 1994   | 2004   | 2014   | 2024    |
| ------------------ | ------ | ------ | ------ | ------- |
| Nombre de persones | 24.054 | 23.151 | 22.264 | 19.458  |
| Diferència         |        | −3,75% | −3,83% | −12,60% |

| Godina             | 2023   | 2024   |
| ------------------ | ------ | ------ |
| Nombre de persones | 19.774 | 19.458 |
| Diferència         |        | −1,59% |

## Fills il·lustres
- Heinrich Berté (1857-1924), compositors.
- Ladislav Kuna (1947-2012), futbolista.

## Ciutats agermanades
- De Panne, Bèlgica
- Hranice na Morave, República Txeca
- Slovenske Konjice, Eslovènia

1. 1 2  «Počet obyvateľov podľa pohlavia - obce (ročne) [om7101rr_obce=AREAS_SK]».   Statistical Office of the Slovak Republic, 31-03-2025. [Consulta: 31 març 2025].